# San Juan de Macarapana
San Juan de Macarapana es una población capital de la parroquia homónima del Municipio Sucre del estado Sucre en Venezuela. Aproximadamente tiene 20.000 habitantes, es conocida por su cercanía al río San Juan al sur de Cumaná y por su agricultura.
La población tiene una gran importancia histórica por ser uno de los primeros pueblos fundados en las inmediaciones de la ciudad de Cumaná. También tiene una gran importancia turística para los cumaneses ya que el río del mismo nombre es uno de los lugares favoritos para la recreación y esparcimiento. Se encuentra muy cerca del pueblo y a 20 minutos aproximadamente en vehículo desde el centro de la ciudad de Cumaná. Es de aguas cristalinas con muchas piedras de todos los tamaños. Los lugareños han construido con las mismas piedras, pozas para el disfrute de los bañistas. Es un buen lugar para compartir con familiares y amigos, haciendo un buen “sancocho a leñas” o “parrilla” si lo prefiere. Hay balnearios, muchos espacios para estacionar, abastos, restaurantes criollos y muchas pozas donde pasarla bien.
En el poblado de San Juan hay muchas familias que prestan servicios de ventas de comidas y meriendas. Algunos sectores del rio disponen de parrilleras para que los visitantes puedan hacer sus comidas, también hay bodegas pequeñas que venden refrecos, licores y meriendas.

## Patrimonio
- Rio San Juan, atraviesa toda la población

- Iglesia San Juan Bautista